# Глечики жовті
{{#ifeq:0|0|{{#if:|{{#if:Nupharlutea|[[]}}|}}}}

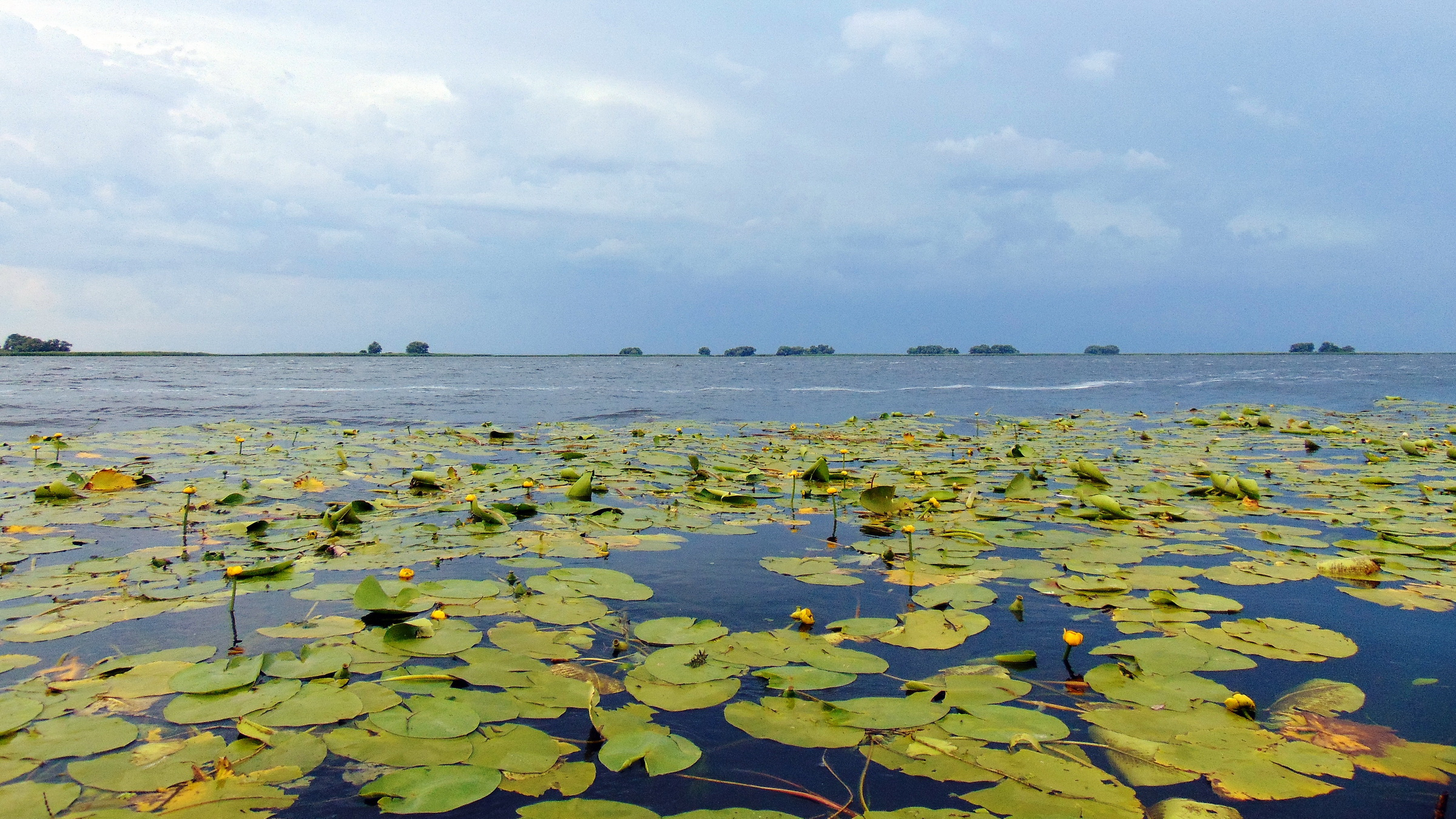
Формація глечиків жовтих. Каховське водосховище

Гле́чики жо́вті, (Nuphar lutea) — багаторічна водяна трав'яниста рослина родини лататтєвих.

## Етимологія
Латинська назва латаття жовтого — Nuphar lutea. Родова назва походить від арабського слова, яке теж означає «німфа»; видова — жовта., народні назви: лілія жовта водяна, маківка жовта, бабка, збанок, збанята, лотатень жовтий, лопух жовтий, мак водяний, товстушка, водяниця жовта.

## Опис

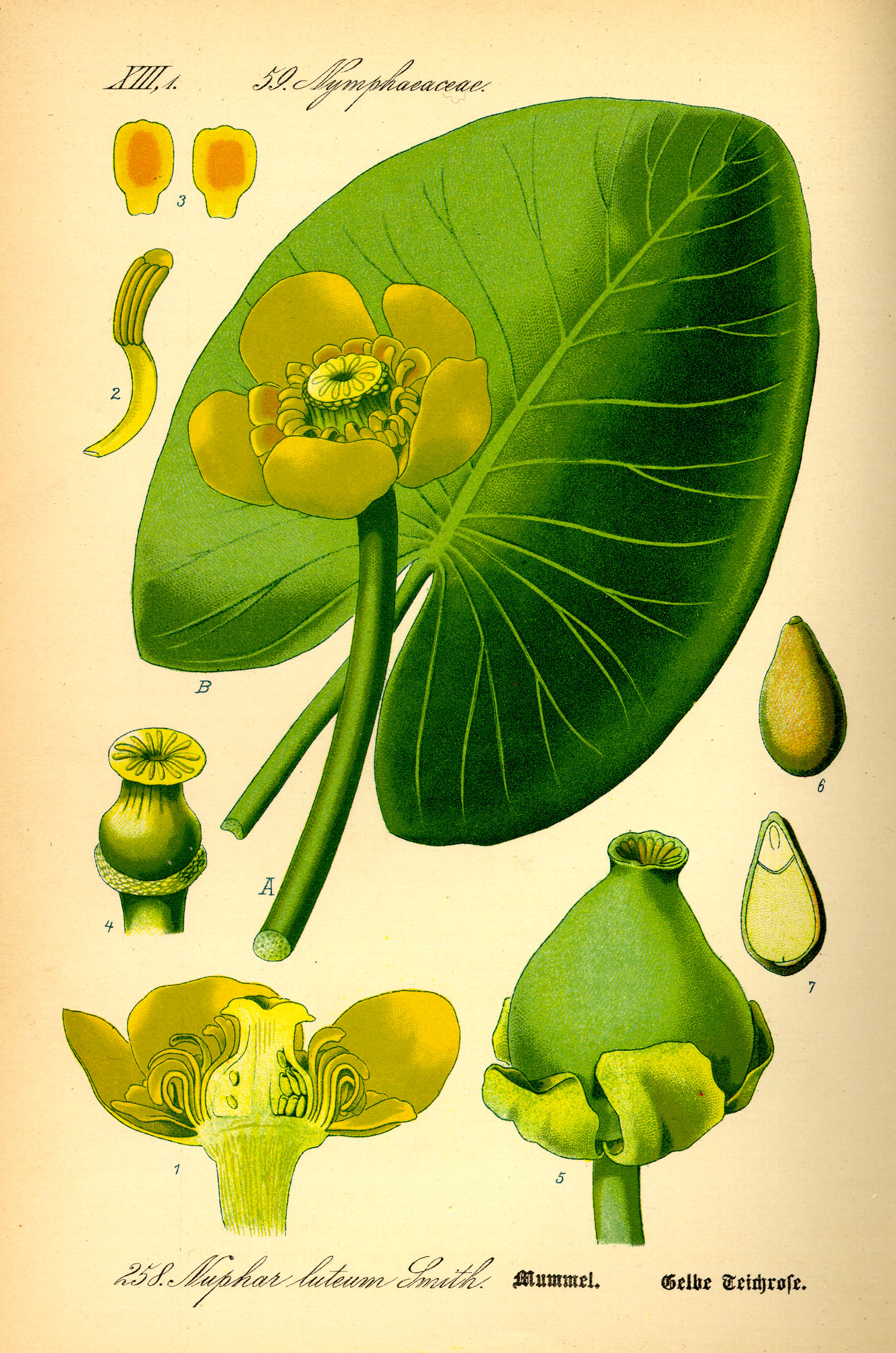
Глечики жовті в книзі Отто Томе «Флора Німеччини, Австрії та Швейцарії», 1885.

Багаторічна водяна рослина з горизонтальним, м'ясистим, грубим, зі слідами відмерлих листків кореневищем, ззовні — жовтувато-зеленим, а всередині — білим. Завдовжки — до 10 м, завтовшки — від 5 до 15 см. Від кореневища відходить численне коріння.
Надводне листя — плаваюче, майже шкірясте, серцеподібне, темно-зелене. Підводне — ніжне, з коротшими черешками, напівпрозоре.
Квітки — одиничні, великі, двостатеві, жовті, запашні, 4-5 см у діаметрі. Пелюстки — яйцеподібні, знизу — зелені або зеленуваті, зверху — жовті. Квітне — в червні-серпні. Формула квітки: {\displaystyle \ast K_{5}\;C_{13-15}\;A_{130-170}\;G_{{\underline {13}}-{\underline {16}}}}
Плід — до 10 см, голий, зелений, гладенький, соковитий, округло-грушоподібний, у вигляді глечика. Звідси й походить назва рослини. На відміну від латаття білого, плоди жовтих глечиків дозрівають над, а не під водою.
Насіння — з повітроносним мішком, завдяки якому розноситься по воді на далекі відстані.

## Поширення
Глечики жовті ростуть в застійних і повільно проточних водоймах — у річках, старицях, озерах. Зазвичай утворюють зарості, площа яких може досягати кількох гектарів. Поширені в Україні (по всій території, крім Криму), в середній смузі, в Сибіру, на Кавказі та в Середній Азії. Найчастіше зустрічаються в лісових і лісостепових районах, досить рідко ростуть в степових районах і плавнях великих річок.

## Охоронний статус

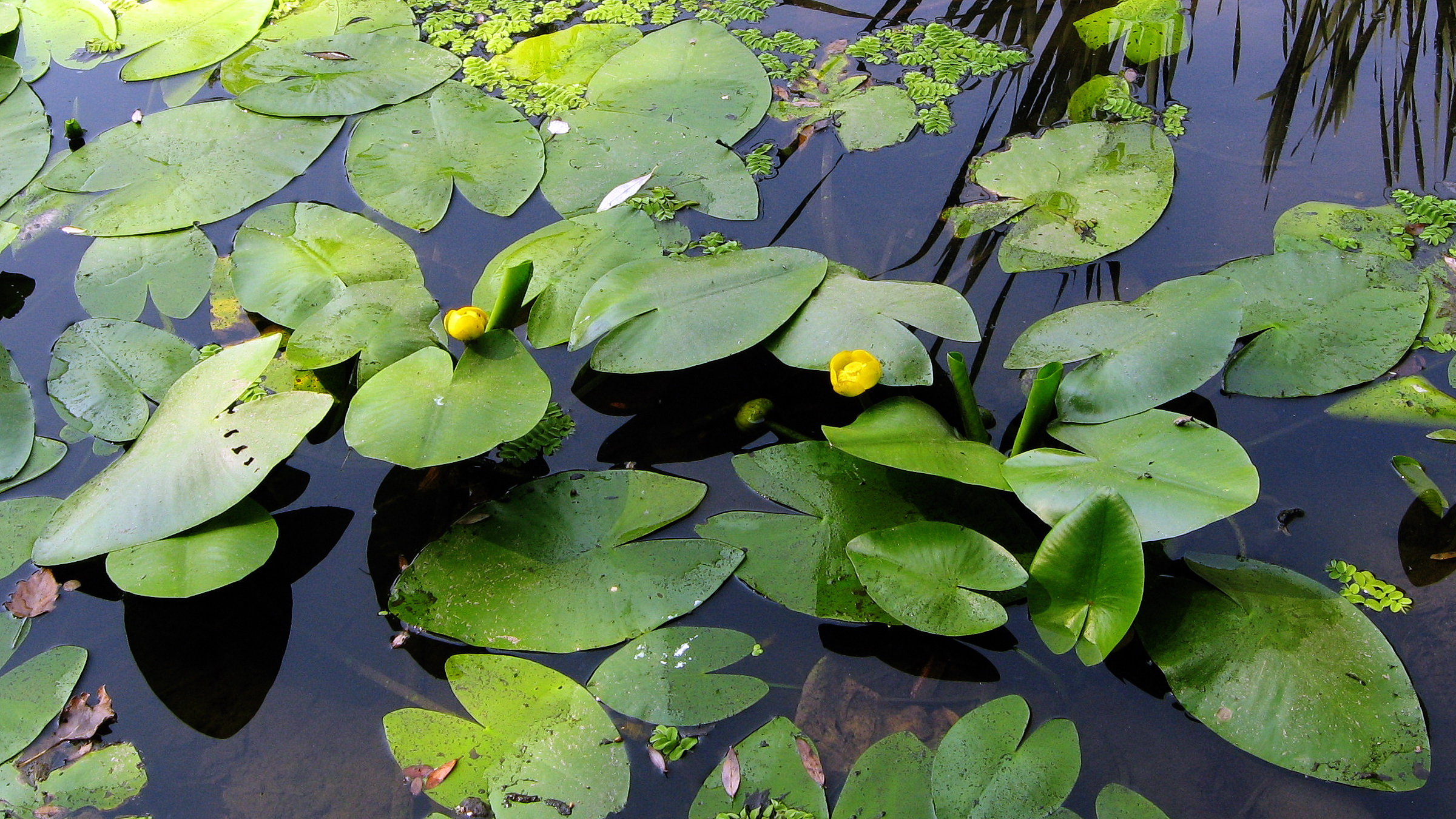
У Національному заповіднику «Хортиця»

В Україні вид перебуває під охороною — його занесено до переліків регіонально рідкісних рослин Дніпропетровської, Донецької, Луганської, Одеської, Тернопільської, Харківської і Чернівецької областей.
Формація глечиків жовтих (Nuphareta luteae) занесена до Зеленої книги України (3 категорія охорони, статус угруповання «типові»).
Природні популяції виду скорочуються головним чином через екологічно непродумані гідромеліоративні роботи в долинах річок, несталий режим водосховищ, забруднення водойм та збір рослин для лікарських цілей.

## Практичне значення
У сирому вигляді усі частини жовтих глечиків — отруйні. Відвари кореневища здавна застосовували при запальних процесах шлунково-кишкового тракту (в'яжуча дія), анацидних гастритах, ревматизмі, пропасниці, шкірних хворобах, надмірних місячних та при порушенні статевої функції — імпотенції, статевої холодності. Зовнішньо використовують для спринцювання при гострих і хронічних трихомонадних кольпітах, ускладнених бактеріальною і грибковою флорою. 
У кореневищах є отруйний алкалоїд нуфарин, дубильні речовини, крохмаль (до 20 %), сітостерол, стигмастерол, метарабінова кислота. Великі дози настою жовтих глечиків спричинюють блювання, пронос, сон. Може настати смерть від паралічу центральної нервової системи.
У листках і квітках містяться глікозиди, що сприятливо впливають на діяльність серця.

### У харчуванні
Насіння рослини багате на крохмаль (до 44-45 %) і дубильні речовини (близько 4 %). Підсмажене і змелене насіння використовують як сурогат кави.
Перед вживанням кореневище ретельно очищують від шкірки, розрізають на невеличкі шматки та 15-18 годин вимочують у воді, кілька разів міняючи її. Під час вимочування з кореневищ вимиваються дубильні речовини та алкалоїди. Після вимочування кореневища цілком придатні для споживання. Їх варять, печуть у попелі, смажать на олії або тваринному жирі. Висушені на сонці вимочені шматки кореневища подрібнюють крізь м'ясорубку чи товчуть в ступах. Одержане борошно домішують до пшеничного чи житнього борошна під час випікання хліба, коржиків, оладок. З крупи варять каші, юшки, використовують як додаток до овочевих гарнірів.
На Кавказі пастухи печуть кореневища глечиків необчищеними на вогнищах і їдять з картоплею, сухим сиром, бринзою і сіллю. В Японії кореневища використовують для салатів.

## Глечики в культурі
В Україні жовті глечики здавна пов'язували з русалками (одна з народних назв рослини — русальна квітка). Вважалося, що рано вранці та у вечірні години жовті квіти не можна ні зривати, ні навіть торкатися їх — бо русалка, яка стереже свою улюблену квітку, може розсердитися, схопити людину за руку і втопити. Вірили також, що у літні місячні ночі найбільше русалок збирається у тих місцях, де найбільше жовтих глечиків.